# Jurij Morales
Jurij Morales (født 30. september 1981 i San Juan, Puerto Rico) er en fodboldspiller og strandfodboldspiller, som spiller for California Victory i United Soccer League. Morales spillede tidligere i den professionelle danske klub Viborg FF.
Hans familie flyttede til Santa Cruz, da Jurij kun var 18 måneder gammel. Han er søn af Raul Morales og Helen Nunberg, som begge er amerikanere. Rauls forældrer stammede fra Puerto Rico og Venezuela, Helens forældrer fra Polen.

## Landsholdskarriere
Det amerikanske landshold – Strandfodbold
2007: Han var med til at vinde CONCACAF Championship… Vandt bronze støvlen i 2007-udgaven af FIFA World Cup CONCACAF kvalifikationsturnering (4 mål)… Scorede 3 mål i finalen mod Mexico den. 12/8 inkl. matchvinder målet…
2006: Vandt CONCACAF Championship… Vandt sølvstøvlen i 2006-udgaven af FIFA World Cup CONCACAF kvalifikationsturneringen (5 mål)…

## Klubkarriere
2007: Var California Victory's førende i både mål, assists, spillede kampe og minutter… Valgt to gange til ugens hold i USL First (Uge 7 og 11)… Vandt USL ugens mål (Uge 11)… Scorede det vindende mål mod Vancouver den 7/6… Scorede det vindende mål mod BYU i US Open Cup den 6/12… Scorede et spetakulært mål mod Montreal den 6/7… Scorede 2 mål i 2-1 sejren mod Minnesota den 26/7…
2006: Havde 2 assists for Portland Timbers mod Puerto Rico den 18/8… Scorede 2 mål i debutten for Puerto Rico Islanders mod Antigua FC den 11/12 i CONCACAF Champions Cup kvaifikationsturnering…
2005: Kom til Ølstykke FC i den danske 1. Division den 15/1… Klubben havde kun indtjent 8 points i 15 kampe. Han hjalp Ølstykke med at hente 22 points og undgå nedrykning… Spillede alle 15 kampe i foråret… Scorede i de to sidste vigtige udekampe den. 28/5 og 12/6…
2004: Kom til Viborg FF i den danske Superliga den 26. august… Fik debut den 22/9 og lavede en assists til det udlignende mål i det 90. minut mod rivalerne FC Midtjylland… Scorede et mål og lavede en assists mod FC Nordsjælland den 26/11…
2003: Scorede 18 mål i 23 kampe for hans klubber Salinas Valley Samba, Santa Clara Sporting, and Chico Rooks… Trænede i 3 måneder med Artsul Futebol Clube, en 3. divisions klub i Rio de Janeiro, Brasilien…